# 정순공주
정순공주(貞順公主, 1385년 ~ 1460년 9월 18일(음력 8월 25일))는 조선의 공주로, 태종의 장녀이자 적장녀이다. 어머니는 원경왕후이다.

## 생애
1385년(우왕 11년), 이성계의 다섯째 아들인 이방원(태종)과 부인 민씨(원경왕후)의 장녀로 태어났다.
1399년(정종 1년) 이거이의 넷째 아들인 청평위(淸平尉) 이백강(李伯剛)과 혼인하였다. 1401년(태종 1년), 아버지 방원이 태종으로 즉위하면서 정순공주(貞順公主)에 봉해졌다.
1404년(태종 4년), 시아버지인 이거이가 모반을 품었다 하여 아들 이저와 함께 태종에 의해 서인으로 강등되었다. 이거이의 두 아들이 왕실의 부마가 되면서 세력이 커질 것을 경계하였기 때문이다. 이때 태종은 사위인 이백강 또한 서인으로 삼고 동성(童城, 경기도 김포)에 안치하였다가 통주(通州)로 이배하였는데, 신하들은 이백강과 정순공주를 이혼시킬 것을 청하기도 하였다.
이후 종친과 공신들이 이거이 부자를 처형할 것을 청하자 태종은 이거이와 이저가 왕자의 난 당시 큰 공을 세웠고, 이거이의 또다른 아들인 이백강이 정순공주의 부마이기 때문에 이들을 차마 죽일 수 없다며 거절하였다.
1405년(태종 5년), 태종은 이백강의 직첩을 돌려주고 서울로 올라와 살게 하였다. 1451년(문종 1년), 이백강과 사별하였다.
1458년(세조 4년), 충청도 온양의 온천으로 목욕하러 가자 세조는 정순공주에게 음식을 지급할 것을 명하였다. 이때 온양군사 조매가 정순공주를 대접하는 일을 소홀히 하자 세조는 노하여 조매를 추국하였다.
1460년(세조 6년) 8월 25일 사망하였다. 정순공주가 세상을 떠나자 세조가 쌀·콩 아울러 70석과 포(布) 50필, 종이 1백권을 부의하였다.

## 가족 관계
| - 조부 : 태조(太祖, 1335~1408) - 조모 : 신의왕후 한씨(神懿王后 韓氏, 1337~1391) - 아버지 : 태종(太宗, 1367~1422) - 외조부 : 여흥부원군(驪興府院君) 민제(閔霽, 1339~1408) - 외조모 : 삼한국대부인(三韓國大夫人) 여산 송씨(礪山 宋氏, 1342~1424) - 어머니 : 원경왕후 민씨(元敬王后 閔氏, 1365~ 1420) - 여동생 : 경정공주(慶貞公主, 1387~1455) - 여동생 : 경안공주(慶安公主, 1393~1415) - 남동생 : 양녕대군 제(讓寧大君 褆, 1394~1462) - 남동생 : 효령대군 보(孝寧大君 補, 1396~1486) - 남동생 : 세종(世宗, 1397~1450) - 여동생 : 정선공주(貞善公主, 1404~1424) - 남동생 : 성녕대군 종(誠寧大君 褈, 1405~1418) | - 시아버지 : 이거이(李居易, 1348~1412) - 시어머니 : 경주 최씨(慶州 崔氏) - 부마 : 청평위(淸平尉) 이백강(李伯剛, 1381~1451) - 딸 : 정경부인 청주 이씨(貞敬夫人 淸州 李氏) - 사위 : 이계린(李季疄, 1401 ∼ 1455) - 이색(李穡)의 손자 - 손녀 : 운봉 박씨 박확(朴礭)의 처(1420년 이전 출생) - 손녀 : 경주 이씨 이이(李苡)의 처 - 손자 : 이숙(李塾) - 손자 : 이해(李垓) - 손자 : 이훈(李壎) - 손자 : 이규(李奎) |

### 주해
1. ↑  이거이의 장남인 이저(이애)는 태조의 딸 경신공주에게, 넷째 아들인 이백강은 태종의 딸 정순공주에게 장가들었다.